# Колорек
Колорек (фр. Collorec) је насељено место у Француској у региону Бретања, у департману Финистер.
По подацима из 2011. године у општини је живело 663 становника, а густина насељености је износила 23,68 становника/km².

## Демографија
| 1962. | 1968. | 1975. | 1982. | 1990. | 2011. |
| ----- | ----- | ----- | ----- | ----- | ----- |
| 1.148 | 1.038 | 891   | 778   | 692   | 663   |